# Eastern Passage
Eastern Passage est une banlieue de la municipalité régionale de Halifax en Nouvelle-Écosse au Canada. Historiquement, l'économie de la communauté était basée sur la pêche, mais la construction de la base des Forces canadiennes Shearwater, des raffineries de pétrole d'Imperial Oil (plus tard Esso) et de Texaco (plus tard Ultramar), de l'usine d'assemblage de Volvo ainsi que d'installations pour l'importation et l'exportation d'automobiles a redéfini l'économie locale. Lors du recensement de 2006, la communauté avait une population de plus de 13 000 habitants.

## Toponymie
Eastern Passage signifie « passage oriental » en anglais. Ce nom est dû à la présence d'un étroit détroit séparant le continent des îles McNabs et Lawlor situées à plusieurs centaines de mètres à l'ouest de la communauté.

## Géographie
Eastern Passage est situé à l'extrémité sud-est du port d'Halifax sur l'océan Atlantique. Il couvre une superficie de 29,38 km2.

## Annexe